# Parafia św. Michała w Dorrington
Parafia św. Michała w Dorrington – parafia rzymskokatolicka, należąca do archidiecezji Brisbane.